# Keith Bogans
Keith Ramon Bogans, né le 12 mai 1980 à Washington, D.C. aux États-Unis, est un joueur et entraîneur américain de basket-ball.